# Dromaiidae
I Dromaidi (Dromaiidae Huxley, 1868) sono una famiglia di uccelli dell'ordine Casuariiformes.

## Sistematica
La famiglia comprende i seguenti generi e specie:
- Dromaius
  - Dromaius novaehollandiae Latham, 1790 - emù
  - Dromaius ocypus  †[2]
- Emuarius
  - Emuarius guljaruba Boles, 2001 †
  - Emuarius gidju (Patterson & Rich, 1987) †